# ميغيل كوريا
ميغيل كوريا (بالإسبانية: Miguel Antonio Correa) هو راكب الكنو أرجنتيني، ولد في 11 أكتوبر 1983 في باريلوتشي في الأرجنتين.

## وصلات خارجية
- ميغيل كوريا على موقع الاتحاد الدولي للكانو (الإنجليزية)
- ميغيل كوريا على موقع اللجنة الأولمبية الدولية (الإنجليزية)
- ميغيل كوريا على موقع أوليمبيديا (الإنجليزية)
- ميغيل كوريا على موقع اللجنة الأولمبية الأرجنتينية (الإسبانية)